# Governació d'Abyan
Abyan (أبين) és una governació o divisió administrativa del Iemen. La capital és Zinjibar. La població és de 415.271 habitants (2004) i la superfície de 16.450 km².

## Història
Abyan o Ibyan fou un antic districte (mikhlaf) a la regió del Wadi Bana que incloïa diversos castells i el port marítim d'Aden el nom de la qual fou Aden Abyan.
La part occidental del soldanat de Fadli fins a Aden és pròpiament la regió d'Abyan; és un terreny fèrtil i pla, amb població sedentària; la regió s'acaba on comencen les muntanyes i la població és sovint nòmada. Les valls principals són el Wadi Bana i el Wadi Hasan. L'economia està basada en el cotó; també es produeixen fruites i llegums que es consumeixen principalment a Aden; també hi ha producció de cereals. La pesca és una activitat principal a les zones de la costa entre Aden i Zinjibar, principal ciutat de la regió després d'Aden.
Una petita localitat modernament abandonada, situada a 18 km al nord-est d'Aden portava també aquest nom; la seva fama deriva del fet que hi va néixer el poeta Abu Bakr ben al-Adib al-Idi (+1353).
La regió natural d'Abyan fou part del soldanat de Fadli. Darrerament i fou activa l'organització armada Exèrcit Islàmic d'Aden-Abyan considerada propera a Al-Qaeda, la qual porta l'antic nom de la ciutat d'Aden (que abans de ser possessió britànica es deia Aden-Abyan) la principal de la regió d'Abyan però fora de la governació. La seva base inicial fou Aden, la governació d'Abyan i la governació de Shebewa (Shabwah) però vers el 2000 havia traslladat el seu lloc principal d'operacions a la governació d'Al-Jawf. El dissabte
 29 de maig de 2011 es va informar de diversos combats a Zinjibar i rodalia i els guerrillers van prendre el control de la ciutat superant 12 controls militars iemenites que impedien l'accés, ocupant el palau, edificis del govern i la fàbrica de municions. L'endemà fou proclamat l'Emirat Islàmic d'Abyan. El 29 de juliol de 2011 s'informava que una bona part de la governació ja estava en mans dels guerrillers que havien rebutjat atacs governamentals per desallotjar-los de les seves posicions